# بوبروبيون
البوبروبيون (بالإنجليزية: Bupropion)‏ ويعرف أيضًَا باسم زيبان (بالإنجليزية: Zyban)‏ هو دواء يستخدم في المقام الأول مضاداً للاكتئاب وللإقلاع عن التدخين، ينتمي لمجموعة الأدوية المضادة للاكتئاب، الذي تمت الموافقة عليه في بعض الدول كعامل مساعد للإقلاع عن التدخين، حيث أن البوبروبيون مخصص لكسر العادة، ووجد أنه مفيد بمعدلات كبيرة كمساعد للإقلاع عن التدخين، بما في ذلك أيضاً المدخن الثقيل والميؤوس منه. إن الإقلاع عن التدخين يجب أن يكون مقترناً ببرنامج دعم وبإشراف طبي.
يقلل هذا الدواء من الرغبة في التدخين ومن الإدمان للنيكوتين (Nicotine) ومن التاثيرات الجانبية المرتبطة بالإقلاع عن التدخين. يُسَوَّق تحت أسماء تجارية عدة مثل (ويلبوترين Wellbutrin، بوديبريون Budeprion، بريكساتون Prexaton، إيلونتريل Elontril، إيلينزين Aplenzin)، أو تحت أسماء تجارية أخرى، ويعتبر هذا العقار واحد من مضادات الاكتئاب المنصوص عليها في معظم أنحاء الولايات المتحدة الأمريكية. ويؤخذ على شكل أقراص تشبه حبوب منع الحمل، ولايجب أن يعطى إلا بتوفر وصفة طبية.

## نظرة عامة
يعد البوبروبيون بمثابة ثلاثية الحلقات المضادة للاكتئاب غير المختلفة جوهرياً عن مضادات الاكتئاب المقررة والتي هي الأكثر شيوعاً، مثل مثبطات امتصاص السيروتونين الانتقائية (أس أس أرإي). والبوبروبيون هو أيضاً من مضادات الاكتئاب الفعال الذي يتفاعل من تلقاء نفسه أي دون أن يتطلب دمجه مع مركبات أخرى ليتفاعل، وأيضاً هو الأكثر فعالية لحالات الاستجابة الكاملة لحالات الاكتئاب والتي قد لا تكون عند غيره من مضادات الاكتئاب (SSRI) (الخط الأول). وعلى النقيض من العديد من مضادات الاكتئاب الأخرى، فإن البوبروبيون لا يسبب زيادة في الوزن أو العجز الجنسي. والآثار الجانبية الأكثر وضوحا وأهمية له، هي زيادة في خطر نوبات الصرع، والتي قد تسببها بعض الأدوية.
يؤثر البوبروبيون على عدد من أنظمة الناقلات العصبية، وفقط تُفْهَم آليات عملها جزئياً. فالأعمال الدوائية الأولية للبوبروبيون، ليس فقط كونه بمثابة مثبطات امتصاص الدوبامين، وإنما هو أيضا يعمل على الحد من افراز الامتصاص المانع (reuptake) للنيكوتينيك ومستقبلات الأستيل.
كيميائياً ينتمي البوبروبيون إلى فئة مركبات أمينو الكيتونات والتي تشبه في هيكلها المنبهات مثل الكاثينون والأمفيبرامون، والفينيثيلامين (phenethylamines) بشكل عام.
حصل دواء بوبروبيون على براءة اختراع في عام 1969 لصالح شركة بوبروبيون بوروز ويلكوم الدوائية (Burroughs Wellcome)، والتي أصبحت فيما بعد جزءا من شركة غلاكسو سميث كلاين (GlaxoSmithKline). وكان يطلق عليه في الأصل أمفيبوتامون (amfebutamone)، قبل أن يتم تغيير الأسم إلى بوبروبيون في عام 2000. الاسم الكيميائي منه هو 3 كلورو -N- ثالثي بوتيل - كيتوموفيتامين ب (β - ketoamphetamine). الذي هو أيضاً كاثينون الأمفيتامينات (Substituted amphetamine).

## الشكل والتركيب
البوبروبيون عبارة عن أقراص مغلفة بنفسجية اللون بتركيز 150 ملغم ذات مفعول ممتد. من الأدوية المستخدمة للتحكم في الشوق لتعاطي للنيكوتين ويخفف من أعراض الامتناع عنه مثل القلق والتوتر. لا توجد أي له علاقة مع النيكوتين من ناحية التركيب الكيميائي.

### الوظيفة الرئيسية
إن البوبروفيون مخصص لكسر العادة، ووجد أنه مفيد بمعدلات كبيرة كمساعد للإقلاع عن التدخين، بما في ذلك أيضاً المدخن الثقيل والميؤوس منه. حيث يقلل الدواء من الرغبة في التدخين ومن الإدمان للنيكوتين (Nicotine)، ومن التأثيرات الجانبية المرتبطة بالاقلاع عن التدخين.
توجد للبوبروفيون آلية عمل مختلفة عن باقي الأدوية المضادة للاكتئاب، والذي لا يزال غير مفهوم بالكامل. فعلى ما يبدو أنها تتعلق بعرقلة إعادة امتصاص الدوبامين (Dopamine) في الدماغ. وقد تمت الموافقة على البوبروفيون أيضا كعلاج للاكتئاب، عندما تكون فائدته مقارنة مع غيره من الأدوية المضادة للاكتئاب هي عدم ظهور آثار جانبية مثل، اضطراب في الأداء الجنسي، أو السمنة أو الإرهاق. يمكن استخدام البوبروفيون أيضاً مع لاصقات النيكوتين أو العلكة التي تحتوي على نيكوتين (علكة النيكوتين) لمنع أعراض الإقلاع عن التدخين. كما تم اختبار البوبروفيون أيضاً علاجاً لاضطراب الإنتباه أو فرط النشاط (ADHD).

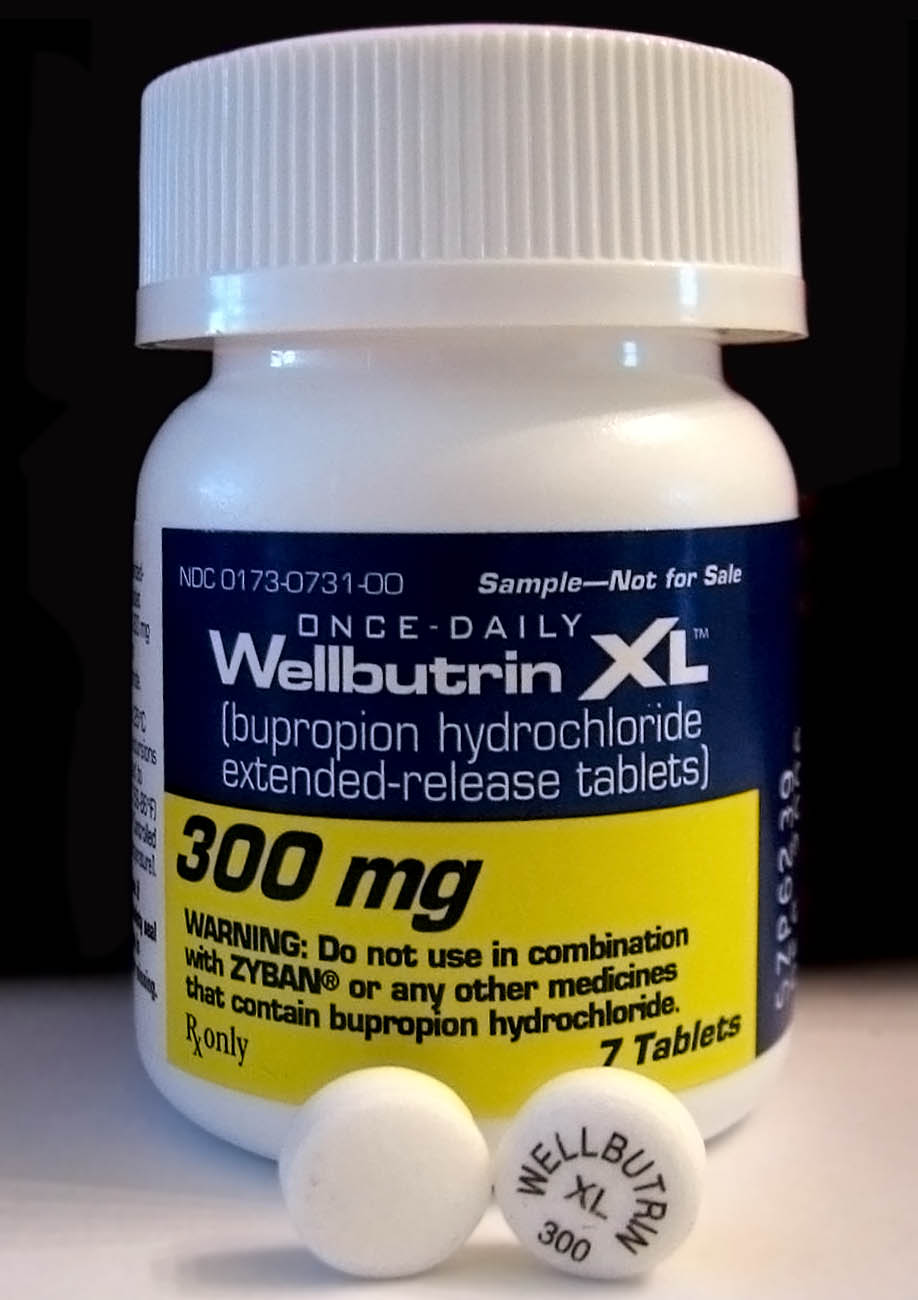
يلبوترين XL

### تعليمات
إن لتناول دواء بوبربيون تعليمات تعطى حسب نوع العلاج المرجى له وحسب عمر المريض، أي إذا كان السبب لعلاج الاكتئاب فغالباً ما يعطى مرة واحدة في اليوم صباحاً. وللإقلاع عن التدخين يعطى قرصاً واحدً - مرة واحدة في اليوم في الأيام الثلاثة الأولى للعلاج، ومن ثم قرصين مرتين في اليوم، كل 8 ساعات على الأقل. وتختلف كمية الدواء بين الصغار والبالغين.
وهذه بعض طرق أخذ الجرعة وطريقة الاستخدام:
- تبدأ الجرعة اليومية بـ 150 ملغم يومياً لمدة ثلاثة أيام ثم يتم زيادتها إلى 300 ملغم يوميا. ينبغي أن يبدأ العلاج قبل التوقف عن التدخين بمدة أسبوع على الأقل. وينبغي أن يحدد المريض وقت التوقف عن التدخين خلال أسبوع إلى أسبوعين من بداية العلاج بدواء زيبان.[16]
- الجرعة القصوى هي 300 ملغم يوميا مفرقة على دفعتين ولا ينصح بأخذها دفعة واحدة.
- يستمر المريض على العلاج لمدة تتراوح بين شهر ونصف إلى ثلاثة أشهر على الأقل ريثما يتم اتخاذ قرار بإيقاف العلاج أو مواصلته. عدم تحقيق الفائدة المرجوة من الدواء خلال فترة الشهر والنصف كاف لاتخاذ قرار بإيقاف الدواء لتدني فائدة لدى هذا المريض بالذات.
- عند تحقيق الفائدة المرجوة، يستمر العلاج إلى ثلاثة أشهر في أغلب الحالات.
- يمكن الاستمرار على هذا الدواء لفترة أطول قد تصل لستة أشهر إذا رأى الطبيب المعالج ذلك.
- تبلع الحبة كاملة ولا تمضغ.[17]
- لا يتطلب التدرج عند قطع الدواء.[18]

### طريقة التناول
يتم تناول دواء البوبروبيون عن طريق أقراص يتم إعطائها للمريض بكمية معينة على حسب نوع حالة المريض. وعادة يؤخذ الدواء مع الغذاء، وإذا كان هناك أي ازعاج يحدث في المعدة يجب استشارة الطبيب. ولا يجب التوقف عن أخذ البوبروبيون إلا بموافقة الطبيب.
بالنسبة لتناول الدواء قبل أو بعد الطعام لا توجد أي تقييدات له. ولكن يحبذ ملء المعدة بالطعام في حالة إن كان سوف يُدمج بمركب آخر والسبب في تناول الطعام هنا هو لتجنب حدوث تشنجات معوية.

## العلاج

### علاج الاكتئاب
عادة في حالة الاكتئاب يُعطى الدواء مرة واحدة في اليوم في وقت الصباح. والاستخدام الأكثر شيوعا للبوبروبيون هو في علاج الاكتئاب، حيث يتم تسويقه من قبل شركة جلاكسو سميث كلاين تحت الاسم التجاري يلبوترين، أو على شكل إصدار عام في ظل مجموعة متنوعة من الأسماء الأخرى.
وقد وصف البوبروبيون كواحد من مضادات الاكتئاب التي توصف على نطاق واسع، والأدلة المتاحة لنتائجه، تشير إلى أن له دور فعال في حالات الاكتئاب - بنفس فعالية العديد من الأدوية التي توصف لعلاج الاكتئاب، بما في ذلك سيرترالين (زولوفت)، فلوكستين (بروزاك)، بارواكسيتين (باكسيل) واسكيتالوبرام (يكسابرو). له العديد من الميزات التي تميزه عن مضادات الاكتئاب الأخرى. خلافا لغالبية مضادات الاكتئاب، البوبروبيون عادة لا يسبب العجز الجنسي. والعلاج في البوبروبيون أيضاً لا يرتبط مع الشعور بالنعاس أو زيادة الوزن التي يمكن أن تنتجها مضادات الاكتئاب الأخرى. الكثير من الناس يعانون من الاكتئاب والأرق، ولكن هناك بعض الذين بدلا تجربة بدأت فيهم أعراض النعاس المستمر والتعب. في هذه المجموعة الفرعية، فقد أثبت البوبروبيون أنه أكثر فعالية من مثبطات امتصاص السيروتونين الانتقائية (اس اس اراي) في التخفيف من حدة الأعراض. ويبدو أن هناك ميزة متواضعة للاس اس اراي بالمقارنة مع البوبروبيون في علاج الاكتئاب والقلق.
الجرعة تكون عادة 150 - 450 مليغراما في اليوم.تبدأ فعالية هذا الدواءبعد عدة أسابيع حيث يظهر تقليل الشعور بالاكتئاب.

### الإقلاع عن التدخين
إن الاستخدام الأكثر شيوعاً للبوبروبيون هو أستخدامه عامل مساعد للإقلاع عن التدخين. وكذلك معالج لحالات الاكتئاب، حيث يتم تسويقه من قبل شركة جلاكسو سميث كلاين تحت الاسم التجاري زيبان، أو من قبل شركات صناعية أخرى تحمل الترخيص.
للإقلاع عن التدخين يعطى عادة 150 مليغراما – على شكل قرص واحد - مرة واحدة في اليوم، في الأيام الثلاثة الأولى للعلاج، ومن ثم 150 مليغراما مرتين في اليوم، كل 8 ساعات على الأقل.
يجب البدء في العلاج لمدة بين أسبوع إلى أسبوعين قبل الإقلاع عن التدخين. يستمر العلاج بالدواء من 7 - 12 إسبوع. وإن مدى الفعالية لهذا العقار كبيرة فقد وصلت معدلات النجاح للإقلاع عن التدخين بشكل تام مع البوبروفيون إلى 44.2% بعد 6 أسابيع من العلاج.
وقد وفرت العديد من الدراسات دليلاً على أن البوبروبيون يقلل بشكل كبير من شدة الرغبة الشديدة في تعاطي النيكوتين وأعراض الانسحاب (الإقلاع عن التدخين). على سبيل المثال، في دراسة واحدة نشرت على نطاق واسع، وبعد علاج أستمر لمدة سبعة أسابيع، وجدوا أن 27% من الأشخاص الذين استخدموا البوبروبيون كعلاج لهم، لم تعد مسألة التدخين تشكل مشكلة عندهم، مقابل 56% من أولئك الذين تلقوا العلاج الوهمي. وفي نفس الدراسة، أفادت بان 21% من المجموعة التي استخدمت البوبروبيون اصيبوا بحالة تقلب في المزاج، مقابل 32% من المجموعة الثانية. العلاج النموذجي للبوبروبيون يستمر لمدة تتراوح بين 7إلى 12 أسابوع، ويتوقع أن يتوقف المتعاطي من استخدام التبغ بعد حوالي عشرة أيام من دورة العلاج. حيث أن البوبروبيون يضاعف فرصة الإقلاع عن التدخين بنجاح تام بعد ثلاثة أشهر تقريباً من بدء العلاج. وتعتبر احتمالات استدامة الإقلاع عن التدخين لا تزال أعلى مرة ونصف في مرحلة العلاج الأولى مما كانت عليه في المرحلة الثانية.

### الاضطرابات العاطفية الموسمية
في عام 2006 تمت الموافقة على البوبروبيون من قبل إدارة الغذاء والدواء الأمريكية (FDA)، على أنه يساعد على الوقاية من الاضطرابات العاطفية الموسمية. وكان هذا أول دواء معتمد خصيصاً لهذا الشرط.

### فرط النشاط
كانت هناك تقارير عديدة عن نتائج إيجابية لالبوبروبيون لعلاج اضطراب نقص الانتباه أو فرط النشاط (ADHD)، والذي يصيب القصر والبالغين. ومع ذلك، فان دراسة مزدوجة عممت على الأطفال، أجريت من قبل شركة جلاكسو سميث كلاين الراعية للدواء، ولكن نتائجها كانت غير حاسمة. تتحسن حالات فرط النشاط مع دواء البوبروبيون الوهمي؛ وليس الأصلي ".

### البدانة
أثبتت التجارب أن البوبروبيون لا يسبب البدانة، وإنما يعالجها. ويعطى حوالي 400 ملغ يومياً لعلاج السمنة. على مدى فترة من 6 إلى 12 شهرا، (4.4 كلغ). وفقدان الوزن في مجموعة البوبروبيون أكبر بكثير مما هي عليه في المجموعة الثانية (1.7 كلغ). لم تكن تختلف جوهريًّا عن فقدان الوزن التي تنتجها العديد من الأدوية الأخرى المعمول بها، مثل سيبوترامين، أورليستات والأمفيبرامون.

### العجز الجنسي
البوبروبيون هو واحد من عدد قليل من مضادات الاكتئاب التي لا تسبب العجز الجنسي. وهناك مجموعة من الدراسات تثبت أن البوبروبيون أقل من مضادات الاكتئاب الأخرى في التأثيرات الجانبية، ولكن يمكن أن يساعد فعلاً على تخفيف العجز الجنسي. ووفقا لمسح من الأطباء النفسيين، فهذا هو الدواء المفضل لعلاج SSRI التي يسببها العجز الجنسي، على الرغم من أن هذا ليس مؤشراً حتمياً. وقد وافقت لجنة إدارة الاغذية والعقاقير الأمريكية عليه كمعالج للعجز الجنسي. وحوالي 36% من الأطباء النفسيين يفضلون تحويل المرضى الذين يعانون من العجز الجنسي لمثبطات السيروتونين التي يسببها لالبوبروبيون، ويفضل 43% زيادة موارد الدواء الحالي مع البوبروبيون. وكانت هناك أيضا عدد قليل من الدراسات التي تشير إلى أن البوبروبيون يمكن تحسين الوظيفة الجنسية لدى النساء التي لديهن حالات اكتئاب.

### استخدامات أخرى
كان هناك جدل حول ما إذا كان من المفيد إضافة مضاد للاكتئاب مثل البوبروبيون إلى عامل استقرار المزاج في المرضى الذين يعانون من ثنائي القطب والاكتئاب، ولأن البوبروبيون في هذه الحالة لا يلحق أي ضرر فقد تم استعماله حالياً للتجربة، فربما يعطي في بعض الأحيان فائدة ونتائج جيدة.
أظهرت البوبروبيون أنه لا فعالية له في علاج إدمان الكوكايين، ولكن هناك دليل ضعيف على أن ذلك قد يكون مفيداً في علاج إدمان الميثامفيتامين. استناداً إلى إحدى الدراسات فقد أشارت أن البوبروبيون يخفض مستوى التهابات الوسيط TNF-ألفا،
حيث كانت هناك اقتراحات أنه قد يكون مفيداً في علاج مرض التهاب الأمعاء أو الظروف الذاتية الأخرى، ولكن الأدلة السريرية المتاحة حالياً مازالت قليلة جداً.
إن استخدام البوبروبيون مثل مضادات الاكتئاب الأخرى، مع استثناء من تناولوه (اندماجيا) ليست فعالة في علاج آلام أسفل الظهر المزمنة. مع ذلك فإنه يُظهر بعض الأمل في علاج ألم الأعصاب.

## تحذيرات

### موانع الاستعمال

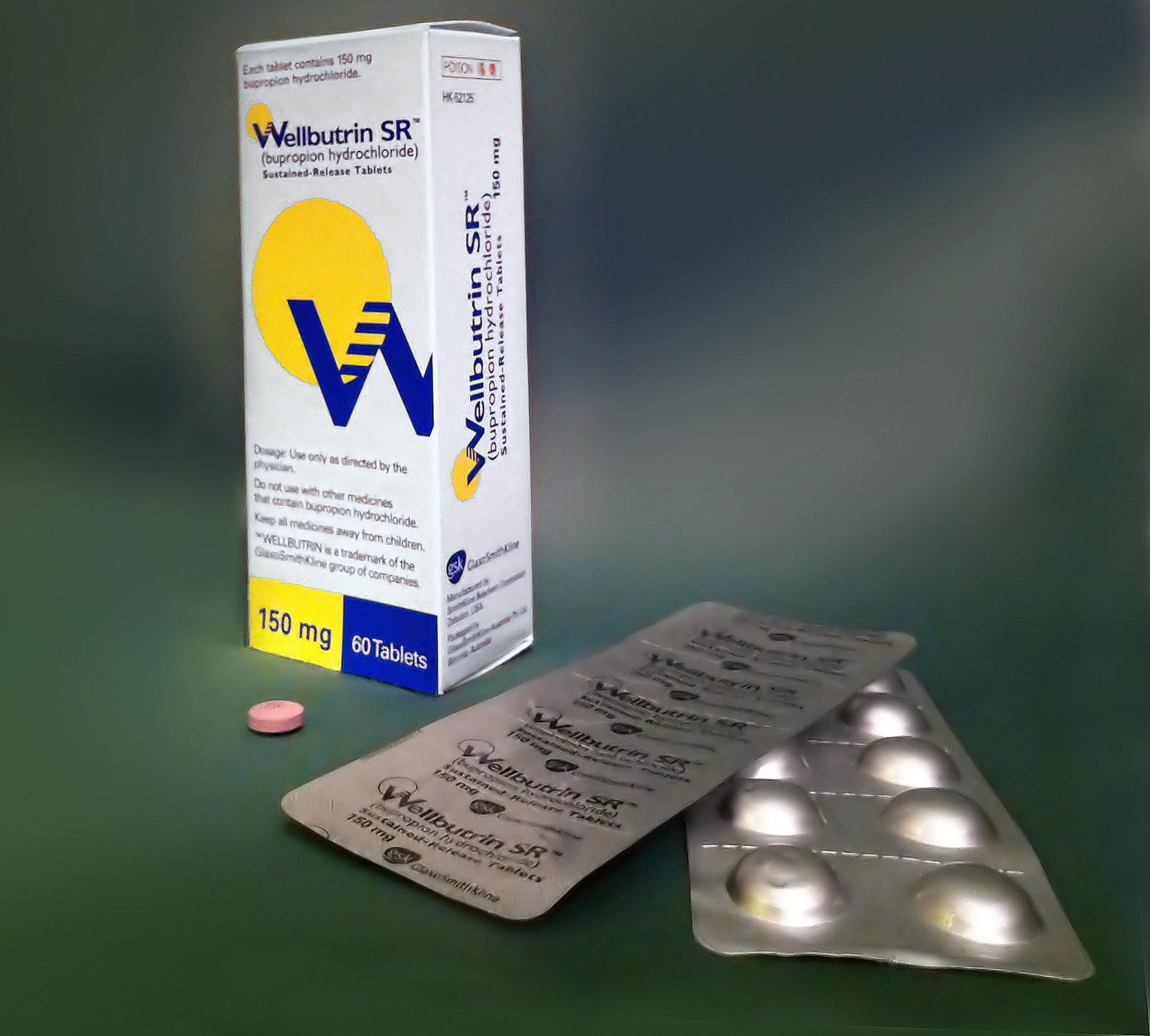
أقراص بوبروبيون من عيار 150 ملغ.

شركة جلاكسو سميث كلاين، تنصح بأنه لا ينبغي أن يوصف البوبروبيون للأفراد الذين يعانون من الصرع أو غيره من الظروف التي تؤدي إلى انخفاض عتبة الحجز، مثل: الكحول، انحسار البنزوديازيبينات، فقدان الشهية العصبي، شره المرضي العصبي، أو الذين يعانون من أورام المخ. وينبغي أيضاً تجنبه في الأفراد الذين يتناولون مثبطات أوكسيديز وكذلك (مثبطات المونوامينو اوكسيداز). لان عند التبديل بين مثبطات المونوامينو اوكسيداز إلى البوبروبيون، تحتاج فترة الإخفاق بين الادوية (تجنباً لأعراض تفاعل الادوية المختلط) لمدة تمتد لحوالي أسبوعين. وبعض المعلومات التي تفرض على تناول هذا الدواء والتي وافقت عليها إدارة الأغذية والعقاقير توصي أنه ينبغي توخي الحذر عند علاج المرضى الذين يعانون من تلف الكبد، وأمراض الكلى الحاد، وارتفاع ضغط الدم الشديد، وكذلك نصح الحذر من الدواء في طب الأطفال ومراقبة أستخدامه عند المرضى بسبب أنه قد يزيد من التفكير في الانتحار.
ومن أهم موانع استعمال الدواء هي:
- إذا كان لدى المريض حساسية تجاه البوبروبيون أو أي مكون آخر يدمج مع هذا الدواء.
- إذا كان المريض يعاني من مشاكل أو اضطرابات في الأكل أو نوبات صرعية.
- إذا كان المريض يتناول مثبطات أُكسيداز أُحادي الأَمين (MAOI)، مثل الفينيلزين(Phenelzine) والإيزوكاربوكسازيد(Isocarboxazid) والترانيلسيبرومين (Tranylcypromine)، فقد يسبب ارتفاع شديد في ضغط الدم.[47]

### نسيان الجرعة
يجب تناول الدواء فور التذكر؛ إذا كان هناك أقل من أربع ساعات حتى موعد الجرعة التالية، تجاوز الجرعة التي نسيت ويجب أخذ الجرعة التالية كالمعتاد لأنه لا يجوز تناول جرعة مضاعفة.
كما لا يجوز استعمال الجرعة المنسية إذا وقت اخذها قد مضى، بل تتبّع مواعيد الجدول المنتظم المعتاد.

### وقف الدواء
لا يجوز وقف تناول الدواء دون استشارة الطبيب؛ لأنه من الممكن عودة الأعراض.

### جرعة زائدة
يعتبر البوبروبيون آمناً نسبياً في حال أخذ جرعة زائدة. ولكن يجب تجنب استعمال جرعة مزدوجة أو جرعات زائدة. والأعراض الأكثر شيوعاً في الجرعة الزائدة، هي نوبات الصرع، وتشمل الأعراض الشائعة الأخرى تشوهات القلب، وارتفاع ضغط الدم، والإثارة، والهلوسة. وأخذ البوبروبيون كجرعة زائدة نادراً ما يؤدي إلى الوفاة، على الرغم من أنه تم الإبلاغ عن بعض الحالات. عادة ما ترتبط مع زيادة الجرعة أقدار كبيرة متعلقة بالحماض الأيضي ونقص الأكسجة ومضاعفات حالة صرعية مع السكتة القلبية المرتبطة بها.
لا داعي للقلق من تناول جرعة إضافية عشوائية. تتوفر القليل من المعلومات عن تأثير الجرعات الكبيرة، فالآثار الجانبية التي تم توثيقها عند تناول الجرعات الكبيرة - حتى 3000 ملغم -: تقيؤ، عدم وضوح في الرؤية، ارتباك، تخدير وتشنجات.وفي حال تناول جرعات كبيرة يجب إبلاغ الطبيب.

### أثناء الحمل
أثبتت الدراسات التي أُجريت على الحيوانات سلامة استعمال الدواء. ولا تتوفر معلومات كافية حول استخدام هذا الدواء على البشر.
على الرغم من أنه لا يوجد دليل مباشر على فعالية العلاج ببدائل النيكوتين في حالة الحمل، إلا أنه لا يوجد سبب قوي يدعو للشك في أن استخدام العلاج ببدائل النيكوتين من شأنه المساعدة في الإقلاع عن التدخين. ويجب إحداث توازن بين الخطر المحتمل الناجم عن استخدام النيكوتين الطبي. وبين الخطر المحتمل الناجم عن الاستمرار في التدخين. ومن ثم فإنه في العادة لا يوصى باستخدام العلاج ببدائل النيكوتين إلا بعد أن تخفق السيدة الحامل في الإقلاع عن التدخين بالعلاج السلوكي. ولتقليل التعرض للنيكوتين يوصى باستخدام أنواع العلاج ببدائل النيكوتين التي يتم فيها إعطاء جرعات متقطعة من النيكوتين، أو استخدام لصقة النيكوتين أو علكة النيكوتين صباحاً فقط. وقد تم إجمال المخاطر الناجمة عن استخدام العلاج ببدائل النيكوتين خلال الحمل في قسم السلامة. وقد أظهرت تجربة واحدة وصغيرة العدد خاصة باستخدام البوبروبيون خلال الحمل حدوث زيادة ملحوظة في معدلات الإقلاع عن التدخين. ولا توجد معلومات وافية حول سلامة استخدام البوبروبيون في الحمل.

### الرضاعة
لا يجب أن يعطى الدواء في حالة الرضاعة لأن الدواء ينتقل إلى حليب الأم ومن المحتمل أن يؤثر على الطفل لذا يُفضل عدم تناول الدواء أو عدم الإرضاع.

### الأطفال والرضع
لم يحدد بعد مدى سلامة الاستعمال لدى الاولاد تحت سن 18 سنة، لذا يجب مراجعه الطبيب قبل استعمال الدواء.

### كبار السن
ربما توجد بعض الأعراض عند كبار السن الذين يستخدمون الدواء، ومن المحتمل أن تكون هنالك حاجه لتقليل الجرعة المعطاة.

### القيادة
يجب الامتناع عن القيادة، حتى تتضح ماهية تأثير هذا الدواء، حيث من الممكن أن يسبب ضبابية (طمس).

### العملية الجراحية أوالتخدير
يجب إبلاغ الطبيب الجراح أو الطبيب المخدر عن استعمال هذا الدواء قبل إجراء أي عملية جراحية، لأنه من الممكن أن يكون هناك أرتفاع لضغط الدم.

### التأثيرات الجانبية
نوبات الصرع هي أحد التأثيرات السلبية للبوبروبيون.
وقد لوحظ أيضاً ارتفاع ضغط الدم، ولكن هذه الحالة تشكل أقل من 1%.
وذكرت بعض الآثار الجانبية الأكثر شيوعا المرتبطة بـ 12 ساعة من تناول عن البوبروبيون جفاف الفم، والغثيان، الأرق، رعاش، التعرق، طنين في الأذن. وأيضا في حالات نادرة استوجب عندها وقف الدواء وهي الطفح الجلدي (2.4%) والغثيان (0.8%).

### الطب النفسي
الفكر والسلوك الانتحاري نادر في التجارب السريرية، ولكن تطلب إدارة الأغذية والعقاقير لجميع مضادات الاكتئاب، بما في ذلك البوبروبيون بأن تحمل تحذيراً يوضع في علبة الدواء مشيرةً فيها إلى أن مضادات الاكتئاب قد تزيد من خطر الانتحار في الأشخاص الذين تقل أعمارهم عن 25 سنة. ويستند هذا التحذير على التحليل الإحصائي الذي أجرته إدارة الأغذية والعقاقير في الولايات المتحدة الأمريكية التي وجدت زيادة بنسبة الضعفين في الفكر والسلوك الانتحاري لدى الأطفال والمراهقين، وزيادة مرة ونصف الضعف في الفئة العمرية التي تبلغ 18إلى 24. وفي عمليات التحليل تم الجمع بين نتائج التجارب على 295 شخص من 11 من الذين تعاطوا مضاداً للاكتئاب من أجل الحصول على نتائج ذات دلالة إحصائية، وكان البوبروبيون لا يختلف إحصائيا عن باقي المضادات.
ولكن السلوك الانتحاري كان أقل مدعاة للقلق في استخدام البوبروبيون للإقلاع عن التدخين. وفقاً لقاعدة بيانات مراجعة كوكرين عام 2007، كانت هناك أربع حالات انتحار سجلت لتعاطي البوبروبيون، حالة واحدة لكل مليون وصفة طبية وحالة واحدة من التفكير في الانتحار لكل عشرة آلاف وصفة طبية من البوبروبيون مستخدمة كعلاج للإقلاع عن التدخين في المملكة المتحدة. ويلخص هذا الاستعراض، «على الرغم من أنه وجدت حالات الانتحار إلا أنه لم يتم الإبلاغ عن حالات انتحار تشير إلى أن سببها هو البوبروبيون، وانما قد يكون بسبب تعاطي أدوية أخرى معه».
يوجد أعراض ذهنية نادرة مرتبطة البوبروبيون، ويمكن أن تشمل الأوهام، والهلوسة، وجنون العظمة، والارتباك. في معظم الحالات هذه الأعراض يمكن أن تخفض أو يتم شفائها عن طريق تقليل الجرعة أو وقف العلاج.، وترتبط أعراض ذهانية مع عوامل الخطر مثل الشيخوخة، ولها تاريخ من الاضطراب الثنائي القطب أو الذهان، والأدوية المصاحبة، على سبيل المثال، ليثيوم أو البنزوديازيبينات.
وفقا لعدة تقارير، أن استخدام البوبروبيون قد يؤدي فجأة إلى التسبب بمرض «متلازمة الانقطاع» معبراً عنه من خلل التوتر، والقلق، الهوس، والصداع، والأوجاع (الآلام).

## التركيبة الكيميائية

### صيدلة البوبروبيون وعناصره
صيدلة البوبروبيون وعناصره (التركيز على التاريخ؛ وبداية تناول البوبروبيون والنسبة المئوية= 100%) ونصف عمره.

| البوبروبيون      | هيدروكسي البوبروبين R، R                       | هيدروكسي البوبروبيون S، S- | ثيرو البوبروبيون المائي | ايريثرو البوبروبيون المائي |                |
| ---------------- | ---------------------------------------------- | -------------------------- | ----------------------- | -------------------------- | -------------- |
| بداية التناول    | 100%                                           | 800%                       | 160%                    | 310%                       | 90%            |
| نصف العمر        | 10 ساعة (سريع المفعول)، 17 ساعة (مديد المفعول) | 21 ساعة                    | 25 ساعة                 | 26 ساعة                    | 26 ساعة        |
| DA امتصاص        | 100%                                           | 0% (جرذ)                   | 70% (جرذ)               | 4% (جرذ)                   | لا توجد بيانات |
| NE امتصاص        | 27%                                            | 0% (جرذ)                   | 106% (جرذ)              | 16% (جرذ)                  | لا توجد بيانات |
| امتصاص 5HT       | 2%                                             | 0% (جرذ)                   | 4%(جرذ)                 | 3% (جرذ)                   | لا توجد بيانات |
| α3β4النيكوتينيك  | 53%                                            | 15%                        | 10%                     | 7% (جرذ)                   | لا توجد بيانات |
| α4β2 النيكوتينيك | 8%                                             | 3%                         | 29%                     | لا توجد بيانات             | لا توجد بيانات |
| α1 * النيكوتينيك | 12%                                            | 13%                        | 13%                     | لا توجد بيانات             | لا توجد بيانات |

### التفاعلات

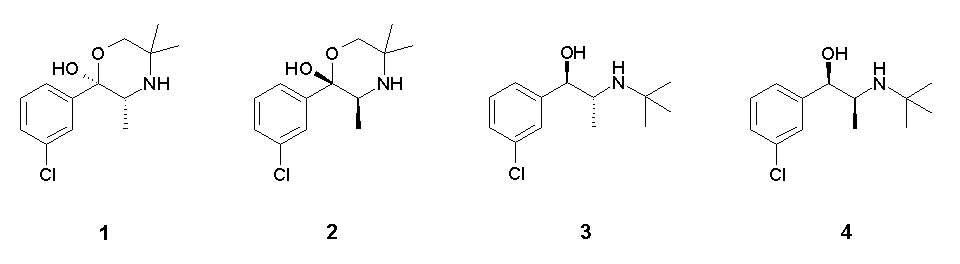
مستقلبات البوبروبيون.

يتم استقلاب البوبروبيون إلى هيدروكسيبوبروبيون(hydroxybupropion) بواسطة الانزيم CYP2B6، وتفاعلات العقاقير مع مثبطات CYP2B6 ممكنة: وهذا يشمل الأدوية مثل بارواكسيتين، سيرترالين، فلوكستين، ديازيبام، كلوبيدوكرل، وأورفينادرين. والنتيجة المتوقعة هي زيادة البوبروبيون وانخفاض تركيز الدم في الهيدروكسيبوبروبيون. ويمكن توقع تأثير عكسي (نقصان البوبروبيون وزيادة هيدروكسيبوبروبيون) مع انزيم CYP2B6 والمحرضات مثل كاربامازيبين، كلوتريمازول، ريفامبيسين، ريتونافير، نبتة سانت جون، الفينوباربيتال، الفينيتوين وغيرهم. وعلى العكس، فإن البوبروبيون هو في حد ذاته المانع من CYP2D6، [50] حيث أنه يمكن إبطاء إزالة أنواع أخرى من أدوية الاستقلابه من قبله.

### تفاعلات البوبروبيون مع المركبات الأخرى
للبوبروبين تفاعلات مختلفة مع دمجه ببعض المركبات. وتصنف الأعراض من خفيف إلى متوسط إلى خطير. كما يوضح الجدول التالي:
| أسم المركب المتفاعل مع البوبروبيون  | أعراض التفاعل | تعليمات | درجة التفاعل |
| ----------------------------------- | --- | --- | ------------ |
| كلوروكين (Chloroquine)              | زيادة خطر حدوث تشنجات. يكون الخطر أكبر لدى كبار السن، مرضى الصرع، مرضى مع تاريخ من التشنجات أو مرضى مع عوامل خطر لحدوث تشنجات (إصابة في الرأس، اضطرابات أيضية وتورم في الدماغ وغيرها).                                                     | ينبغي بدء العلاج بأقل جرعة ممكنة من الدوائين، ورفع الجرعة تدريجيًا. كذلك يجب أن لا تزيد جرعة البوبروفيون عن 450 ملغ في اليوم.                          | مرتفع        |
| مفلوكوين (Mefloquine)               | نفس اعراض الكلوروكين | نفس تعليمات الكلوروكين | مرتفع        |
| تيوفيلين (Theophylline)             | نفس اعراض الكلوروكين | نفس تعليمات الكلوروكين | مرتفع        |
| انترفيرون (Interferon)              | نفس اعراض الكلوروكين | نفس تعليمات الكلوروكين | مرتفع        |
| فليكانيد (Flecainide)               | زيادة من مستويات الفليكينيد (Flecainide) في الدم، كما أنه يزيد من انتشار تأثيراته الجانبية عن طريق تثبيط انزيمات الكبد. | ايقاف العلاج بالبوبروفيون أو تغيير جرعته. | مرتفع        |
| بروبافينون(Propafenone)             | إرتفاع مستوى البروبافينون في الدم وزيادة إحتمال حدوث تأثيراته الجانبية ذلك أنه يثبط إنزيمات الكبد | يجب توخي الحذر عند دمج هذه الأدوية، خاصة بعد بدء / إيقاف العلاج بالبوبروفيون أو تغيير جرعته.                                                          | مرتفع        |
| كاربامازپين (Carbamazepine)         | يحفز الكربامازيبين تحليل البوبروفيون في الكبد، مما قد يؤدي إلى انخفاض مستواه في الدم. | قد تكون هناك حاجة لرفع جرعة البوبروفيون عند إعطائه للمرضى الذين يتلقون علاجًا بالكربامازيبين.                                                          | مرتفع        |
| فالبروات الصوديوم(Sodium Valproate) | زيادة إحتمال حدوث التأثيرات الجانبية المرتبطة بالجهاز العصبي المركزي، مثل: ضبابية، دوار، إرتباك و/أو ثبيط التنفس. | ينصح بالإمتناع عن النشاطات التي تتطلب يقظة حتى معرفة تأثير دمج الدواء على المريض.                                                                     | مرتفع        |
| فينيتوين (Phenytoin)>               | يحفز الفنيتوين تحليل البوبروفيون في الكبد، مما قد يؤدي إلى انخفاض مستواه في الدم. | قد تكون هناك حاجة لرفع جرعة البوبروفيون عند إعطائه للمرضى الذين يتلقون علاجًا بالفنيتوين.                                                              | مرتفع        |
| أورفينادرين (Orphenadrine)          | قد يؤدي الأورفينادرين إلى إرتفاع مستوى البوبروفيون في الدم وزيادة إحتمال حدوث تأثيراته الجانبية، مثل: عصبية، قلق، اضطرابات في النوم، تشنجات، إرتباك، عدم القدرة على التركيز.                                                               | يجب توخي الحذر عند الدمج بين هذه الأدوية ومراقبة استجابة المريض للعلاج، وكذلك يجب تعديل جرعة البوبروفيون خاصةً بعد بدء / إيقاف العلاج بالأورفينادرين.  | مرتفع        |
| فينوباربيتال(Phenobarbital)         | يؤدي الاستعمال المتواصل للفينوباربيتال أو التوقف الفجائي عن العلاج به لدى المرضى الذين يتناولون البوبروفيون إلى زيادة خطر حدوث التشنجات. كذلك قد يسبب الفينوباربيتال انخفاضًا في مستوى البوبروفيون في الدم وبالتالي يقلل من تأثيره العلاجي. | من الممكن أن تكون هناك حاجة لرفع جرعة البوبروفيون. ينبغي عدم تعديل جرعة الفينوباربيتال أو إيقاف العلاج به                                             | مرتفع        |
| النيكوتين (Nicotine)                | هناك إحتمال كبير لحدوث إرتفاع في ضغط الدم، | مراقبة ضغط الدم طوال فترة العلاج المدمج. | مرتفع        |
| ليفودوبا (Levodopa)                 | دوخة، دوار، اضطرابات في الحركة، رعاش، فرط العصبية، خدر أو عدم الشعور بأطراف الأصابع في اليدين والرجلين. | كون خطر حدوث هذه التأثيرات الجانبية أكبر لدى المسنين. ينصح ببدء العلاج بجرعة صغيرة من البوبروفيون ورفع الجرعة تدريجيًا ومراقبة استجابة المريض للعلاج.  | مرتفع        |
| الامانتادين(Amantadine)             | دوخة، دوار، اضطرابات في الحركة، رعاش، فرط العصبية، خدر أو عدم الشعور بأطراف الأصابع في اليدين والرجلين. | يكون خطر حدوث هذه التأثيرات الجانبية أكبر لدى المسنين. ينصح ببدء العلاج بجرعة صغيرة من البوبروفيون ورفع الجرعة تدريجيًا ومراقبة استجابة المريض للعلاج. | مرتفع        |
| سوليفيناسين (Solifenacin)           | يزداد إحتمال حدوث التأثيرات الجانبية عند دمج البوبرينورفين (Buprenorphine) مع السوليفيناسين | يجب القيام بتعديل جرعات هذه الأدوية. | مرتفع        |
| وارفارين (Warfarin)                 | زيادة أو تقليل قدرة الوارفارين على تمييع الدم ونتيجة لذلك يزداد إحتمال حدوث نزيف أو ظهور جلطات دموية، متتالية. | يجب مراقبة قيم الـ INR عند القيام بدمج هذه الأدوية وتغيير جرعة الوارفارين عند الحاجة.                                                                 | مرتفع        |

## علم العقاقير

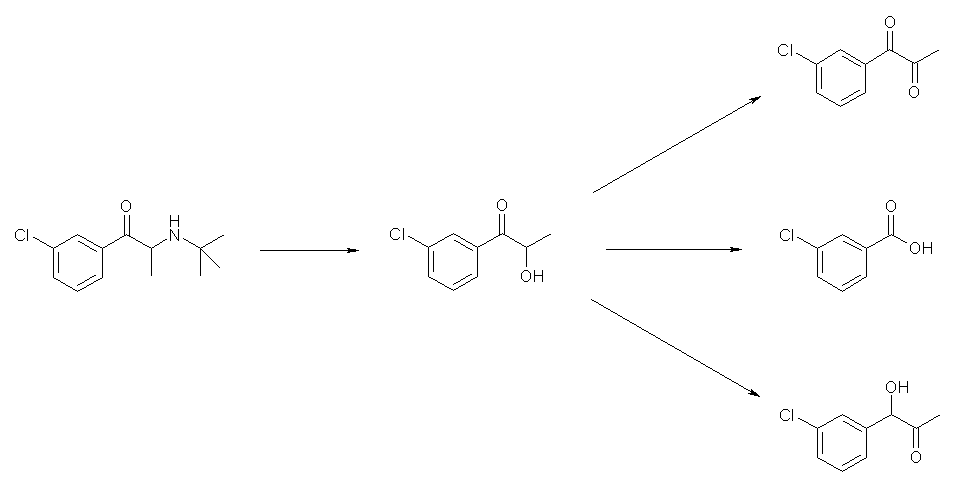
الخواص الكيميائية.

يتم تحويل البوبروبيون بسرعة في الجسم في العديد من الأيض مع النشاطات المختلفة، ولا يمكن أن يفهم عملها دون الرجوع إلى عملية التمثيل الغذائي لها. فقد كان إشغال نقل (DAT) لمواقع الدوبامين من قبل البوبروبيون وعناصره في الدماغ البشري كما تم قياسها بواسطة التصوير المقطعي لانبعاث البوزيترون 6-22% في دراسة مستقلة و12-35% وفقا للباحثين في شركة جلاكسو سميث كلاين. وبناء على التشبيه مع مثبطات امتصاص السيروتونين، ستكون هناك حاجة أعلى من 50% لتثبيط DAT لامتصاص الدوبامين ليكون آلية رئيسية للعمل كدواء.
وقد تبين البوبروبيون أيضا ليكون بمثابة خصم للنيكوتينيك.

## التركيب
البوبروبيون هو نفسه الكاثينون قبل أن يتم استبداله وتغير اسمه. ويتم تصنيعه في خطوتين كيميائيتين بدءا من 3'-كلورو البروبيوفينون (propiophenone). وموقف ألفا المتاخمة للكيتون هو أول المبرومة تليها نزوح أليف النواة من الناتج ألفابروموكيتون (bromoketone)، مع بوتيلامين (T-butylamine) وتعامل مع حمض الهيدروكلوريك لإعطاء البوبروبيون كملح هيدروكلوريد، الذي يحتوي في العائد الإجمالي من 75الى 85% نسبيا.

التركيب الكيميائي.

وتركيبة هيدروكلوريد البوبروبيون هي لتحسين أداء الدوبامين بافراز مثبط الامتصاص والتي قد يكون علاجا فعالا في الاعتماد على الكوكايين، نظرا لقدرته على عكس العجز في أداء الدوبامين، التي تحدث عند متعاطي الكوكايين المزمن. فقد أجريت دراسة عشوائية، مزدوجة التعمية، على العلاج الوهمي وتبين من مقارنة العلاج في العيادات مع البوبروبيون (N = 37) وهمي (N = 33) في تركيبة مع العلاج المعرفي السلوكي. لم تكن هناك فروق ذات دلالة إحصائية بين البوبروبيون والعلاج الوهمي في نتائج العلاج.

## وصلات خارجية
- الموقع يلبوترين الرسمية
- قائمة الأسماء التجارية الدولية لالبوبروبيون
- الصحة / الصيدلة / Drugs_and_Medications / B / البوبروبيون /   البوبروبيون على مشروع الدليل المفتوح
- يلبوترين، الصيدلة، الدواء، دراسات، الأيض - البوبروبيون - دراسات RxList
- نامي يلبوترين
- المادة البوبروبيون من mentalhealth.com